# Raïon d'Ouva
Le raïon d'Ouva (russe : Уви́нский райо́н; oudmourte : Ува ёрос, Uva joros) est un raïon de la République d'Oudmourtie en Russie,.

## Présentation
La superficie du raïon est de 2 445,4 kilomètres carrés.
Son centre administratif est la commune rurale d'Ouva.
Il est situé dans la partie centrale sud-ouest de la république d'Oudmourtie. 
Il borde Selty et Jakchur-Bodja au nord, Zavjalovo à l'est, Malaja Purga et Mojga au sud, et Vavoj et Sjumsi à l'ouest.
Environ 60% de la superficie est forestière.
Le raïon comprend 17 communes rurales : Bulai, Karkalai, Krasnoye, Kulyabino, Kyilud, Muchkovai, Novyi Multan, Nylga, Petropavlovo, Porchur-Tuklja, Sjam-Mojga, Chekan, Chistostem, Udugutchin, Ouva, Ouva-Tuklja et Jujges.
La part de la population urbaine est de 50,4 %.
48,4 % des habitants sont des Oudmourtes, 46,5 % des Russes et 3,2 % des Tatars. 
Le journal local Uvinskaja gazeta comprend un supplément en oudmourte Daur.
Le chemin de fer entre Ijevsk et Kilmez traverse le raïon. 
La route menant d'Ijevsk à Nylga bifurque à Uva vers Vavoj, Sjums et Selty.
Les rivières de la zone sont Ouva, Nylga, Vala, Kakmoj, Arlet et Muchkovai. 
Les ressources comprennent le pétrole, la tourbe, le sable et l'argile.
La plus ancienne zone de production pétrolière d'Oudmourtie est située dans la zone. 
Il y a aussi la production de tourbe, l'approvisionnement et la transformation du bois, ainsi que les industries agroalimentaires et de la construction.
L'agriculture est axée sur la production de lait et de viande, ainsi que sur la culture de céréales, de pommes de terre, de lin et de légumes.

## Démographie
La population du raïon a évolué comme suit:
| 1959   | 1970   | 1979   | 1989   | 2002   | 2009   |
| ------ | ------ | ------ | ------ | ------ | ------ |
| 27 425 | 42 571 | 37 923 | 40 876 | 40 738 | 40 882 |

| 2019   | 2021   | - | - | - | - |
| ------ | ------ | - | - | - | - |
| 37 848 | 34 627 | - | - | - | - |

## Galerie

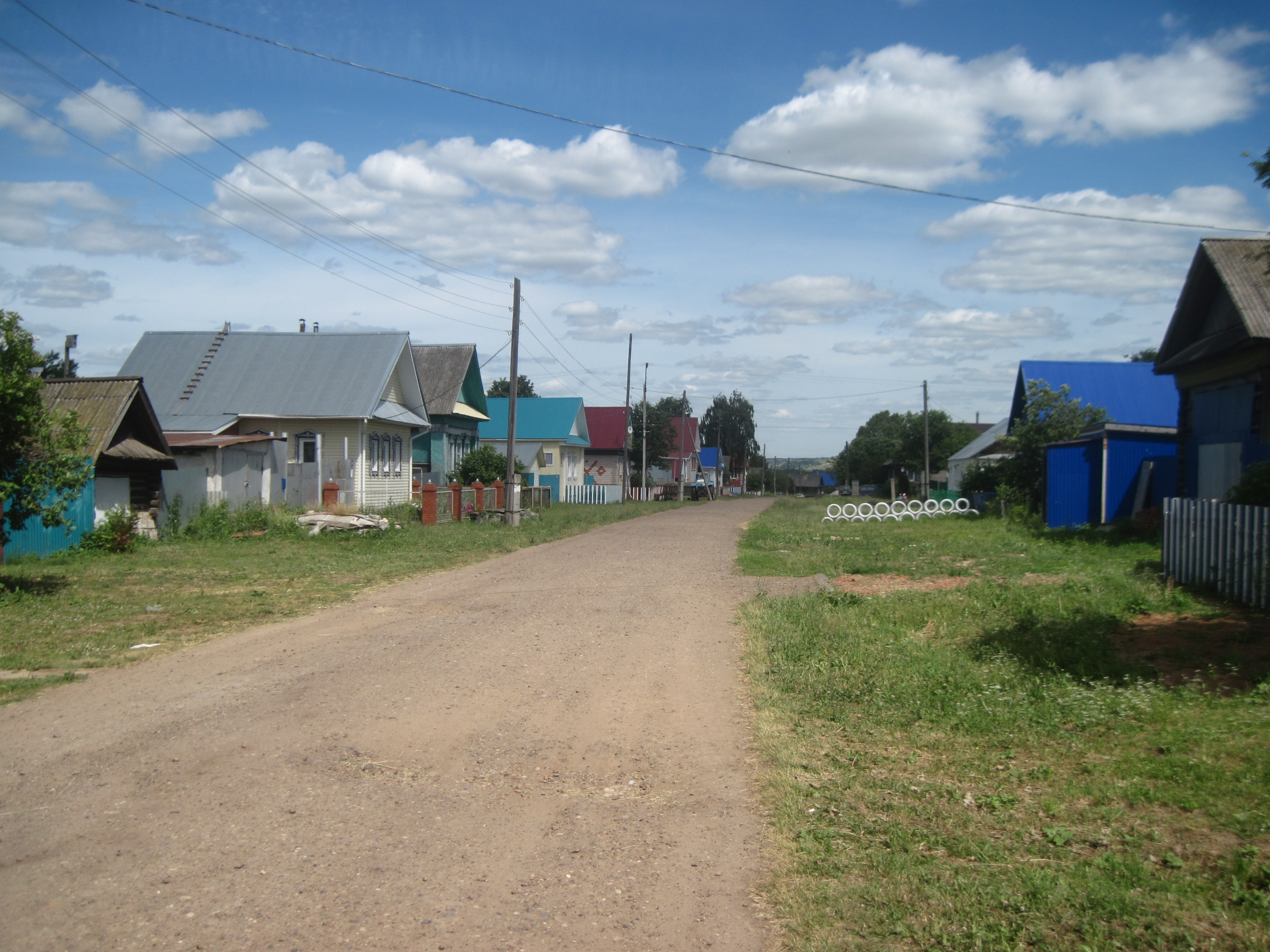
Village de Venya.
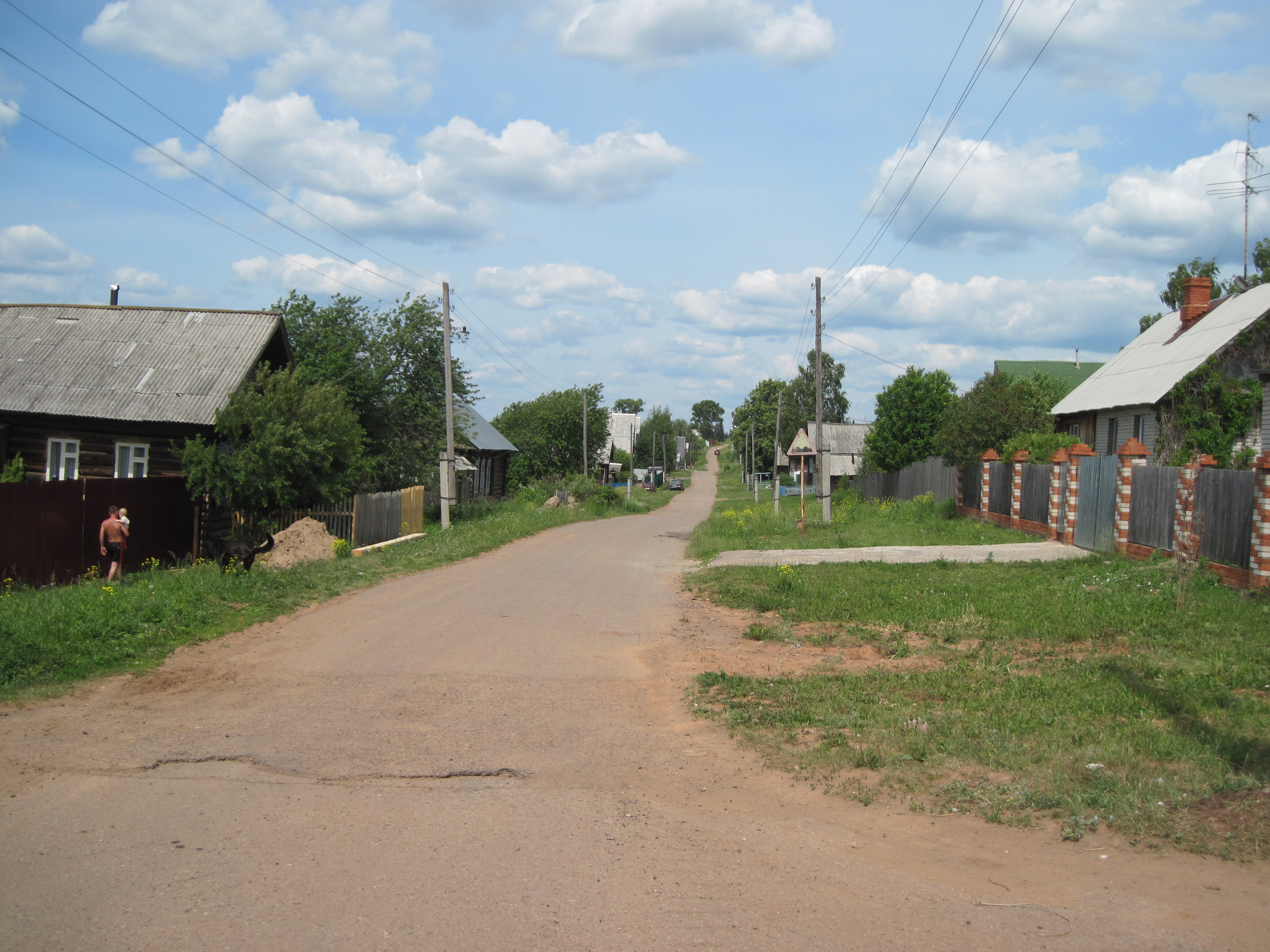
Village de Karavai-Norya.